# Nie Yuanzi
Dans ce nom chinois, le nom de famille, Nie, précède le nom personnel.
Nie Yuanzi, née le 5 avril 1921 dans le Xian de Hua au Henan et morte le 28 août 2019, est une universitaire chinoise qui a enseigné la philosophie à l'université de Pékin.

## Biographie
Nie Yuanzi est connue principalement pour son dazibao du 25 mai 1966 critiquant l'université de Pékin pour être contrôlée par la « bourgeoise ». Ceci fut un facteur de la révolution culturelle. La lecture de ce texte, et ceux d'autres auteurs, par de jeunes étudiants comme Xing Xing Cheng les conduisirent à participer à la révolution culturelle et rejoindre les gardes rouges. Le dazibao de Nie Yuanzi aurait été placardé sur ordre de Jiang Qing,.
Un article du Monde, publié à sa mort, mentionne qu'elle aurait confié au journal en 2006 qu'elle avait été enfermée pendant un an en 1968 , parce que Jiang Qing l'aurait accusée d'être une contre-révolutionnaire.Cette information est reprise par un article de l'Express datant de 2006 , mais dans des formulations particulièrement vagues. Toutefois, l'entretien original n'a jamais été publié. Cependant, il est certain que Nie Yuanzi a bien été arrêtée en 1978, après la prise du pouvoir par la droite et la liquidation de l'aile révolutionnaire en Chine. En 1983, elle a été condamnée à dix-sept ans de prison. Elle en sort néanmoins dès 1986,.
Elle est critique du régime chinois et a exprimé un désir de plus grande liberté d'opinion. Elle considère que le Parti communiste chinois est responsable de la révolution culturelle. En effet en 1966, aucun membre du Comité central ne s'est opposé à celle-ci. Donc la « responsabilité de ce désastre » ne relève pas de la seule bande des Quatre, contrairement aux allégations du Parti en 1980.